# Wolferstedt
Wolferstedt este o comună din landul Saxonia-Anhalt, Germania.